# First Draft News

First Draft News est un projet créé en 2015 par Google, destiné à lutter contre la désinformation sur internet, notamment via les réseaux sociaux.

## Fondateurs et financement
Ses fondateurs sont Eliot Higgins, Aric Toler, tous deux venus du projet Bellingcat. S'y ajoutent Andy Carvin, Sam Dubberley et Claire Wardle.
Il est financé par :
- Facebook Journalism Project, fondé par Facebook,
- Digital News Initiative (en) (DNI), fondé par Google,
- Fondation Ford,
- Open Society Foundations, créée par George Soros,
- Fondation Knight, qui finance des projets liés au journalisme et aux médias,
- Craig Newmark Philanthropies, fondée par Craig Newmark, mécène de Reporters sans frontières,
- Democracy Fund (en), fondée par Pierre Omidyar (fondateur d'eBay),
- Klarman Family Foundation, fondée par Seth Klarman,
- Media Democracy Fund (en)[7],
- Wellcome Trust, qui investit 650 millions de livres sterling par an dans la recherche biomédicale,
- The Newton and Rochelle Becker Charitable Trust.

## Mission
Il vise notamment à définir la nature de la désinformation, citant notamment les critères de la recherche de profit, de l'influence politique et de la propagande.
Lors de l'élection présidentielle française de 2017, il participe avec Google et Facebook au projet Crosscheck, en partenariat avec entre autres l'Agence France-Presse, BuzzFeed News, France Médias Monde, France Télévisions, Global Voices, Libération, La Provence, Les Échos, La Voix du Nord, Le Monde, Nice-Matin, Ouest-France et Rue89, afin de garantir la qualité des informations fournies au public
.
En 2021, il lutte contre l'influence de Russia Today visant à éroder la confiance du public envers le vaccin contre la Covid-19 de Pfizer, et plus généralement contre la désinformation à propos du Covid-19. Il dispose de relais aux États-Unis, au Royaume-Uni, en France et en Australie, afin d'y amplifier la portée des informations des experts du domaine.